# Pfarrkirche Hohenau an der March

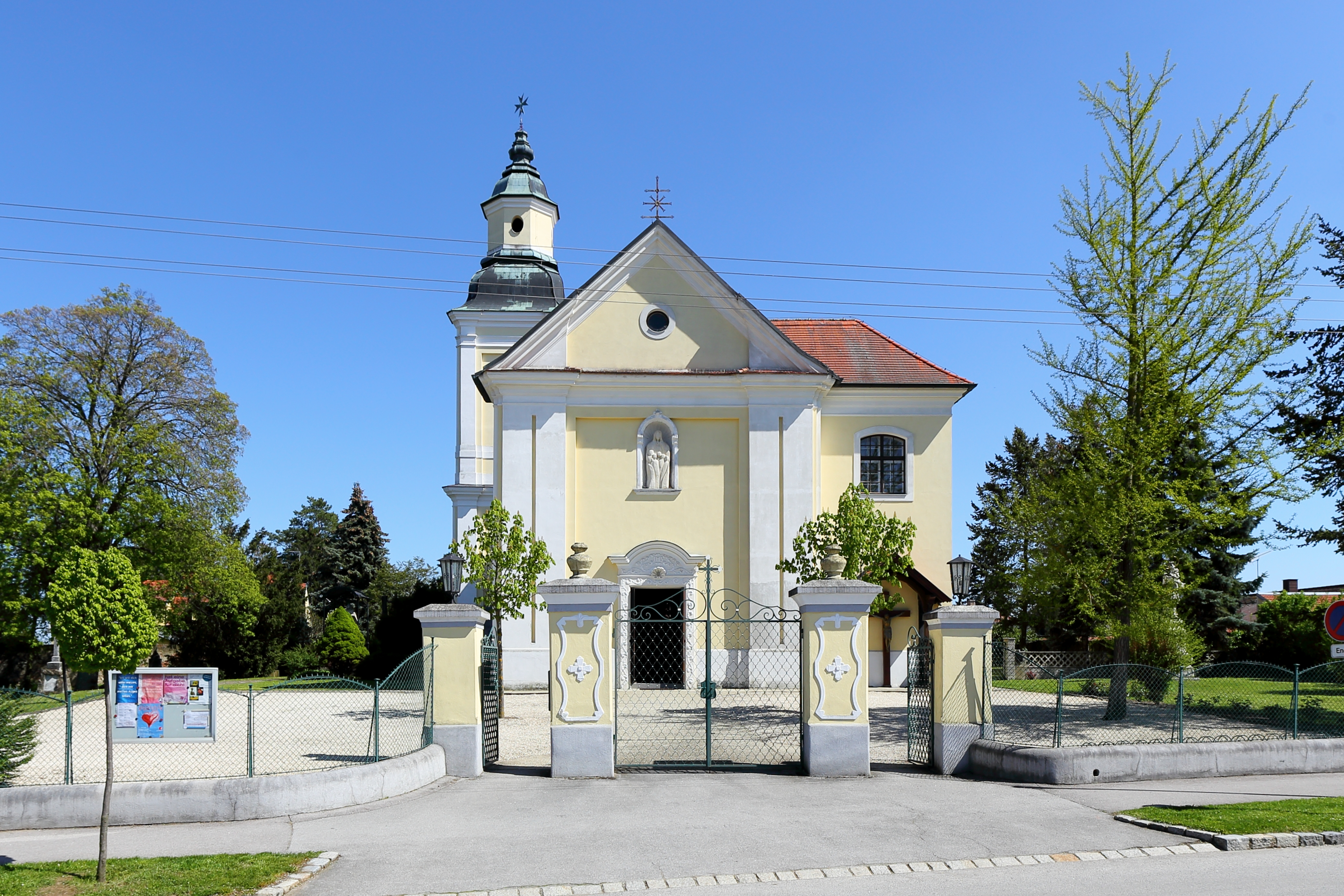
Katholische Pfarrkirche Auffindung des Hl. Kreuzes in Hohenau an der March

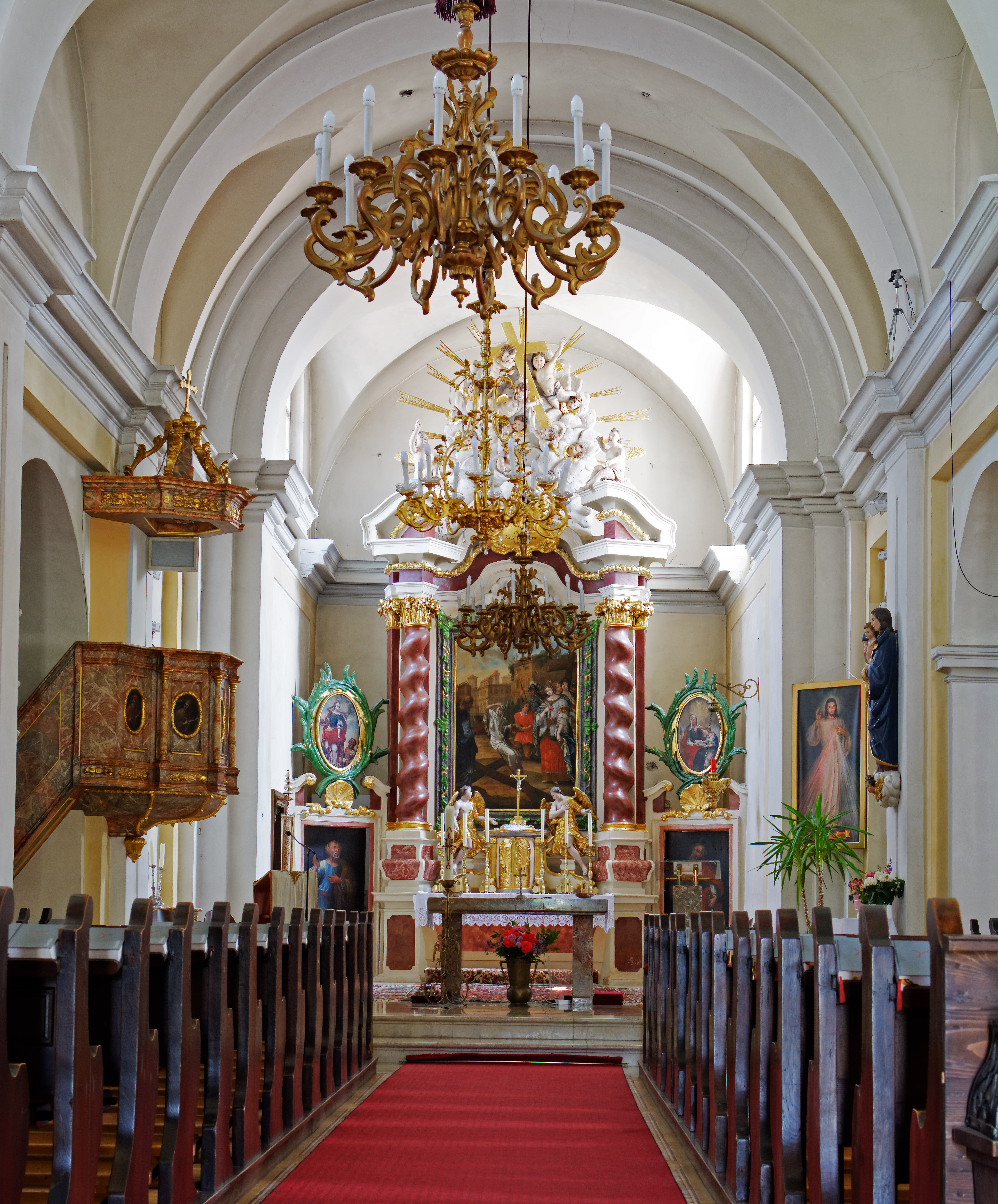
Langhaus, Blick zum Chor

Die römisch-katholische Pfarrkirche Hohenau an der March steht in der Kirchengasse der Marktgemeinde Hohenau an der March im Bezirk Gänserndorf in Niederösterreich. Die Kirche mit dem nach der Kreuzauffindung benannten Patrozinium gehört zum Dekanat Zistersdorf in der Erzdiözese Wien. Sie steht unter Denkmalschutz (Listeneintrag).

## Geschichte
Die Pfarre entstand in der zweiten Hälfte des 14. Jahrhunderts und war bis ins 18. Jahrhundert dem Johanniter-Kommende Mailberg inkorporiert. Das Patrozinium wurde 1457 urkundlich genannt. Ab 1754 eine Filiale der Pfarrkirche Rabensburg, entstand 1784 wieder die selbständige Pfarre unter dem Patronat des Religionsfonds.
Die Kirche hat zweieinhalb romanische Langhausjoche und einen quadratischen Chor aus dem 12. Jahrhundert. Das dritte Langhausjoch, der Turm und die beiden ersten Joche des südlichen Seitenschiffes wurden beim Wiederaufbau 1693 als alte Sakristei und Barbarakapelle errichtet, dabei wurden Quadersteine von der abgebrochenen Kirche in Rabensburg verwendet. Der Umbau 1693 ist bestimmend für den frühbarocken Charakter des Kirchenbaus. Eine weitere Kirchenerweiterung wurde 1894 vom Architekten Karl Weinbrenner geplant und 1902 vom Baumeister Rossak ausgeführt, das Langhaus um zwei weitere Joche verlängert. Die alte Sakristei und die ehemalige Barbarakapelle wurden in den Neubau des südlichen Seitenschiffes einbezogen, die Westfront errichtet, ebenso eine Sakristei und ein Turmaufgang im nördlichen Chorwinkel, alles in barockisierenden Formen. Restaurierungen erfolgten 1937, 1943, 1958/1959 und 1985/1984.

## Architektur
Der langgestreckte Kirchenbau mit einem Nordturm steht inmitten des ehemaligen Friedhofes.
Das Äußere der Kirche wird von einem am Langhaus anschließenden eingezogenen, hoch aufragenden Chor und vom Nordturm dominiert. Das Satteldach des Langhauses ist auf dem Chor abgewalmt und südlich über dem Seitenschiff abgeschleppt. Das Westjoch des Seitenschiffs mit einem Stiegenaufgang ist turmartig bis zur Traufhöhe des Langhauses hochgeführt und verlängert die westliche Giebelfront um eine Achse nach Süden. Die Nordseite und die Westfront des Langhauses zeigen sich mit einer Doppellisenengliederung und mit einem reich profilierten verkröpften Traufgesims. Der Mittelteil der Westfront ist in der Giebelzone leicht einspringend und zeigt ebendort die bis 1902 bestehende barocke Westfront. Das Westportal hat eine segmentbogige, vom barocken Portal 1902 hierher übertragene Gesimsverdachung. Das Rahmenfeld des Portals hat Akanthuswellenranken in Stuck und eine Stuckmuschel mit dem Christusmonogramm IHS. Über dem Portal steht in einer Muschelnische mit Rundbogen eine aus Stein gehauene Schutzmantelmadonna des Bildhauers Werner Kammerer von 1987. Der Chor hat segmentbogige Fenster und freigelegte Dreiergruppen von romanischen und gotischen, innen vermauerten Fenstern, in der Mitte ein Spitzbogenfenster und an der Südseite Fenster mit Dreipass und zwei Maßwerknasen aus dem 14. Jahrhundert, seitlich je ein schmales Rundbogenfenster in tiefer Bruchsteinlaibung aus dem 12. Jahrhundert. Ein romanisches Fenster befindet sich nordseitig westlich des Turmes, weitere romanische Fenster wurden 1902 in der ehemaligen Südwand des Langhauses entdeckt. Der Turm ist durch profilierte Gesimse zweigeschoßig, er zeigt toskanische Riesenpilaster, vertiefte Wandfelder, rundbogige und durch ein Rahmenfeld über dem Scheitel des Gesims eingebundene Schallfenster mit Faschenrahmung, die vierseitige Haube trägt eine achtseitige Laterne mit einem Helm, den Turmabschluss bildet ein Malteserkreuz, 1954 erneuert. Die südlichen Seitenschifffenster haben Rundbögen. Die hochovalen Oratoriumsfenster sind in Dachhäuschen eingesetzt.
An der Westfront steht ein Holzkreuz mit einem Bronzekruzifix aus dem Anfang des 20. Jahrhunderts. Eine Pietà steht auf einem neuen Sockel, ursprünglich Teil des Grabmals von Kaplan Elias Kunz, gestorben 1771, und von 1926 bis 1959 die Bekrönung des Kriegerdenkmals. Eine Statue des hl. Johannes Nepomuk von 1723 steht auf einem hohen mehrteiligen Sockel von 1742; die Statue stand anfangs auf der Brücke neben dem Schloss und bis 1929 auf dem Johanneshügel neben dem Pfarrhof.
Das Langhaus hat fünfeinhalb Joche und wie der Chor Kreuzgratgewölbe zwischen Gurtbögen, im östlichen Joch mit Stichkappen. Der leicht eingezogene Triumphbogen steht auf wandpfeilerartigen Pilastern und auf Doppellisenen. Das Langhaus hat ein profiliertes verkröpftes Gebälk, nordseitig im zweiten Joch befindet sich ein Rundbogen auf toskanischen Pilastern zur Kapelle im Erdgeschoß des Turmes, nordseitig im vierten Joch befindet sich eine Korbbogennische als ehemaliges Nordportal, welche 1958 vermauert wurde, südseitig im ersten Langhausjoch befindet sich ein segmentbogiger Durchgang in die ehemalige alte Sakristei, die übrigen Joche haben Scheidbögen auf toskanischen Pilastern, ins kreuzgratgewölbte Seitenschiff geöffnet bzw. mit Rundbogenfenstern ins Oratorium geöffnet. Die kreuzgratunterwölbte Westempore in Langhausbreite hat eine profilierte Brüstung.

## Einrichtung
Der Hochaltar mit Opfergangsportalen aus dem Jahr 1737 hat eine hohe Ädikula und ist mit geschwungenem Bogen geschlossen, der Altar ist flankiert von gewundenen marmorierten Säulen auf hohen Sockeln mit Kompositkapitellen, darüber mit einem gesprengten Segmentbogengiebel mit Wolkenglorie und kreuztragenden Putten. Das Hochaltarbild zeigt die Kreuzauffindung durch die hl. Helena mit Hofstaat und Schergen vor einer reichen Palastarchitektur. Die Opfergangsportale zeigen gemalt die Heiligen Peter und Paul und darüber in einem Ovalgemälde in Palmettenrahmen über Rollwerkkartuschen die heilige Elisabeth und Anna lehrt Maria das Lesen.
Ein Altar der hl. Barbara steht in der Turmkapelle.
Die 1878 von Karl Hesse gebaute Orgel wurde 1933 an die Pfarrkirche Unzmarkt verkauft. Die von Josef Huber 1931 neu gebaute Orgel wurde 2004 durch eine neue Orgel von Wolfgang Bodem mit 19 Registern ersetzt.

## Grabdenkmäler
Außen
- Drei skulpturierte Grabsteine, einer mit einem Relief Schmerzhafte Muttergottes
- Grabmal zum Pfarrer Ignaz Bibus 1888
- Kindergrabstein zu Eugenie Dasch aus dem späten 19. Jahrhundert
- Grabstein zu Aloisia Buchta gestorben 1894